# Sabanagrande (Los Santos)
Sabana Grande es un corregimiento de la provincia de Los Santos. Cuenta con una población de 1909 habitantes de acuerdo a los datos del último censo realizado en la República de Panamá (2010).